# Santa Amalia
Santa Amalia község Spanyolországban, Badajoz tartományban. Santa Amalia Almoharín, Don Benito, Miajadas, Medellín, Guareña, Mérida és Arroyomolinos községekkel határos. Lakosainak száma 3920 fő (2024).

## Népesség
A település népessége az utóbbi években az alábbiak szerint változott:
| Lakosok száma | 4380 | 4373 | 4414 | 4326 | 4346 | 4196 | 4108 | 4021 | 3957 | 3920 |
|               | 2001 | 2004 | 2006 | 2009 | 2011 | 2014 | 2016 | 2019 | 2021 | 2024 |